# Roscoea praecox
Roscoea praecox är en enhjärtbladig växtart som beskrevs av Karl Moritz Schumann. Roscoea praecox ingår i släktet Roscoea och familjen Zingiberaceae. Inga underarter finns listade i Catalogue of Life.